# Cook Out 400 2023
La Cook Out 400 2023 è stata una gara della NASCAR Cup Series tenutasi il 30 luglio 2023 al Richmond Raceway di Richmond, Virginia. Disputata su oltre 400 giri sulla pista corta a forma di D lunga 0,75 miglia (1,21 km), è stata la 22ª gara della stagione 2023 della NASCAR Cup Series.

## Il contesto

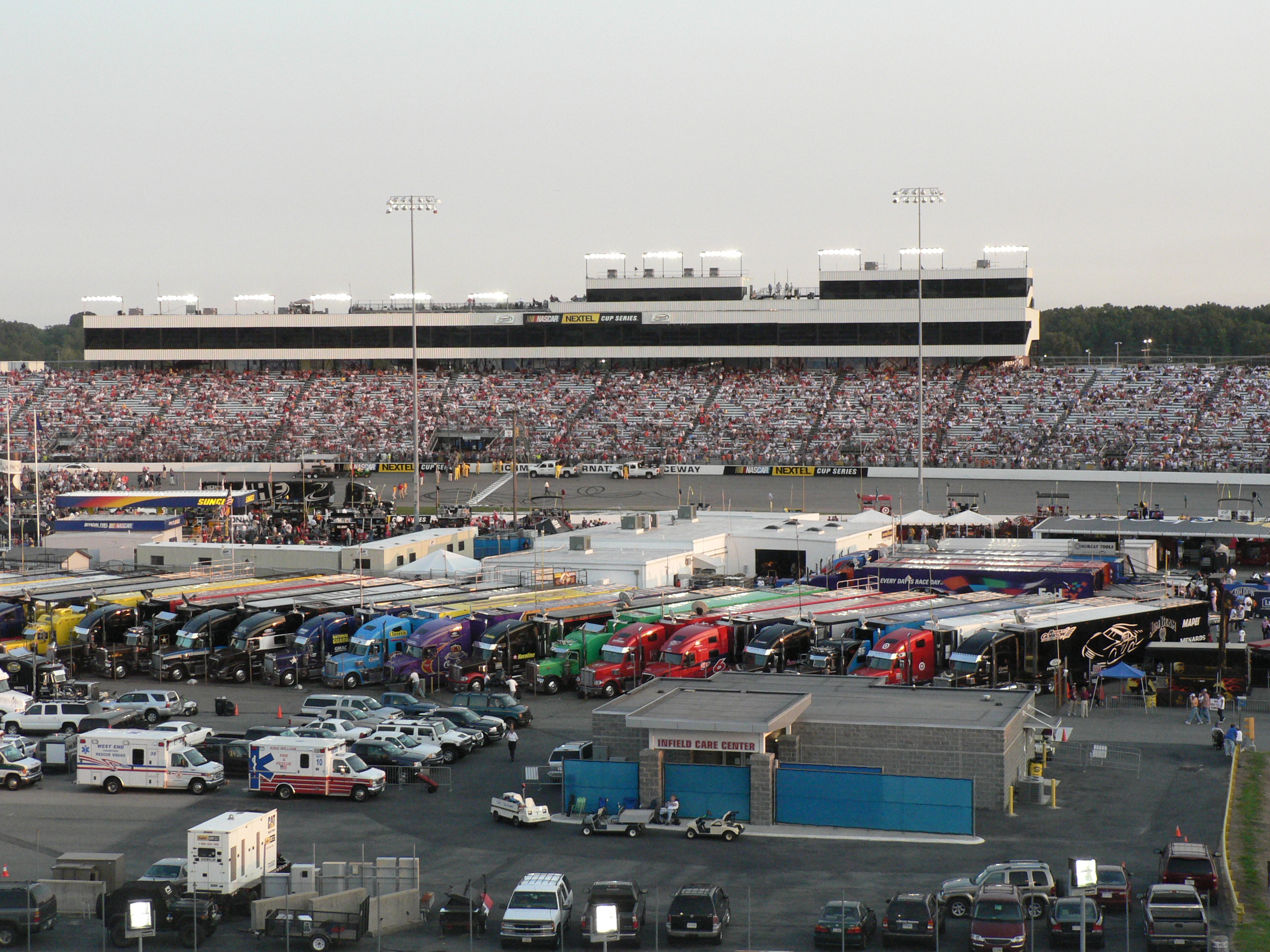
Il Richmond Raceway, la pista dove si è svolta la gara.

Il Richmond Raceway (RR), precedentemente noto come Richmond International Raceway (RIR), è un circuito da corsa asfaltato a forma di D lungo 3/4 di miglio (1,2 km) situato appena fuori Richmond, Virginia, nella contea di Henrico. Oltre alla NASCAR Cup Series, il circuito ospita anche la NASCAR Xfinity Series, la NASCAR Craftsman Truck Series e la IndyCar Series. Noto come "America's premier short track" (tradotto in italiano come "La pista corta più importante d'America"), in passato ha ospitato due gare di sprint car USAC.

### Partecipanti
- (R) denota un pilota al 1º anno di partecipazione (rookie).
- (i) denota un pilota non idoneo per i punti pilota della serie.

| Nº                           | Pilota              | Squadra                  | Costruttore |
| ---------------------------- | ------------------- | ------------------------ | ----------- |
| 1                            | Ross Chastain       | Trackhouse Racing        | Chevrolet   |
| 2                            | Austin Cindric      | Team Penske              | Ford        |
| 3                            | Austin Dillon       | Richard Childress Racing | Chevrolet   |
| 4                            | Kevin Harvick       | Stewart-Haas Racing      | Ford        |
| 5                            | Kyle Larson         | Hendrick Motorsports     | Chevrolet   |
| 6                            | Brad Keselowski     | RFK Racing               | Ford        |
| 7                            | Corey LaJoie        | Spire Motorsports        | Chevrolet   |
| 8                            | Kyle Busch          | Richard Childress Racing | Chevrolet   |
| 9                            | Chase Elliott       | Hendrick Motorsports     | Chevrolet   |
| 10                           | Aric Almirola       | Stewart-Haas Racing      | Ford        |
| 11                           | Denny Hamlin        | Joe Gibbs Racing         | Toyota      |
| 12                           | Ryan Blaney         | Team Penske              | Ford        |
| 14                           | Chase Briscoe       | Stewart-Haas Racing      | Ford        |
| 15                           | J. J. Yeley (i)     | Rick Ware Racing         | Ford        |
| 16                           | A. J. Allmendinger  | Kaulig Racing            | Chevrolet   |
| 17                           | Chris Buescher      | RFK Racing               | Ford        |
| 19                           | Martin Truex Jr.    | Joe Gibbs Racing         | Toyota      |
| 20                           | Christopher Bell    | Joe Gibbs Racing         | Toyota      |
| 21                           | Harrison Burton     | Wood Brothers Racing     | Ford        |
| 22                           | Joey Logano         | Team Penske              | Ford        |
| 23                           | Bubba Wallace       | 23XI Racing              | Toyota      |
| 24                           | William Byron       | Hendrick Motorsports     | Chevrolet   |
| 31                           | Justin Haley        | Kaulig Racing            | Chevrolet   |
| 34                           | Michael McDowell    | Front Row Motorsports    | Ford        |
| 38                           | Todd Gilliland      | Front Row Motorsports    | Ford        |
| 41                           | Ryan Preece         | Stewart-Haas Racing      | Ford        |
| 42                           | Noah Gragson (R)    | Legacy Motor Club        | Chevrolet   |
| 43                           | Erik Jones          | Legacy Motor Club        | Chevrolet   |
| 45                           | Tyler Reddick       | 23XI Racing              | Toyota      |
| 47                           | Ricky Stenhouse Jr. | JTG Daugherty Racing     | Chevrolet   |
| 48                           | Alex Bowman         | Hendrick Motorsports     | Chevrolet   |
| 51                           | Ryan Newman         | Rick Ware Racing         | Ford        |
| 54                           | Ty Gibbs (R)        | Joe Gibbs Racing         | Toyota      |
| 77                           | Ty Dillon           | Spire Motorsports        | Chevrolet   |
| 78                           | B. J. McLeod        | Live Fast Motorsports    | Chevrolet   |
| 99                           | Daniel Suárez       | Trackhouse Racing        | Chevrolet   |
| Lista ufficiale partecipanti |                     |                          |             |

## Prove libere
William Byron è stato il più veloce nella sessione di prove libere, con un tempo di 23,057 secondi e una velocità di 117,101 mph (188,456 km/h).

### Risultati
| Pos                              | Nº | Pilota         | Squadra              | Costruttore | Tempo  | Velocità |
| -------------------------------- | -- | -------------- | -------------------- | ----------- | ------ | -------- |
| 1                                | 24 | William Byron  | Hendrick Motorsports | Chevrolet   | 23"057 | 117,101  |
| 2                                | 9  | Chase Elliott  | Hendrick Motorsports | Chevrolet   | 23"203 | 116,364  |
| 3                                | 17 | Chris Buescher | RFK Racing           | Ford        | 23"249 | 116,134  |
| Risultati ufficiali prove libere |    |                |                      |             |        |          |

## Qualifiche
Tyler Reddick ha ottenuto la pole per la gara con un tempo di 23,749 e una velocità di 113,689 mph (182,965 km/h).

### Risultati
| Pos                                  | Nº | Pilota              | Squadra                  | Costruttore | R1     | R2     |
| ------------------------------------ | -- | ------------------- | ------------------------ | ----------- | ------ | ------ |
| 1                                    | 45 | Tyler Reddick       | 23XI Racing              | Toyota      | 23"588 | 23"749 |
| 2                                    | 8  | Kyle Busch          | Richard Childress Racing | Chevrolet   | 23"610 | 23"760 |
| 3                                    | 11 | Denny Hamlin        | Joe Gibbs Racing         | Toyota      | 23"559 | 23"781 |
| 4                                    | 9  | Chase Elliott       | Hendrick Motorsports     | Chevrolet   | 23"881 | 23"788 |
| 5                                    | 23 | Bubba Wallace       | 23XI Racing              | Toyota      | 23"862 | 23"815 |
| 6                                    | 24 | William Byron       | Hendrick Motorsports     | Chevrolet   | 23"666 | 23"816 |
| 7                                    | 54 | Ty Gibbs (R)        | Joe Gibbs Racing         | Toyota      | 23"538 | 23"819 |
| 8                                    | 4  | Kevin Harvick       | Stewart-Haas Racing      | Ford        | 23"359 | 23"842 |
| 9                                    | 47 | Ricky Stenhouse Jr. | JTG Daugherty Racing     | Chevrolet   | 23"825 | 23"927 |
| 10                                   | 19 | Martin Truex Jr.    | Joe Gibbs Racing         | Toyota      | 23"433 | 23"974 |
| 11                                   | 41 | Ryan Preece         | Stewart-Haas Racing      | Ford        | 23"641 | —      |
| 12                                   | 42 | Noah Gragson (R)    | Legacy Motor Club        | Chevrolet   | 23"697 | —      |
| 13                                   | 6  | Brad Keselowski     | RFK Racing               | Ford        | 23"712 | —      |
| 14                                   | 5  | Kyle Larson         | Hendrick Motorsports     | Chevrolet   | 23"713 | —      |
| 15                                   | 48 | Alex Bowman         | Hendrick Motorsports     | Chevrolet   | 23"724 | —      |
| 16                                   | 38 | Todd Gilliland      | Front Row Motorsports    | Ford        | 23"731 | —      |
| 17                                   | 3  | Austin Dillon       | Richard Childress Racing | Chevrolet   | 23"735 | —      |
| 18                                   | 34 | Michael McDowell    | Front Row Motorsports    | Ford        | 23"798 | —      |
| 19                                   | 1  | Ross Chastain       | Trackhouse Racing        | Chevrolet   | 23"857 | —      |
| 20                                   | 14 | Chase Briscoe       | Stewart-Haas Racing      | Ford        | 23"857 | —      |
| 21                                   | 78 | B. J. McLeod        | Live Fast Motorsports    | Chevrolet   | 23"919 | —      |
| 22                                   | 21 | Harrison Burton     | Wood Brothers Racing     | Ford        | 23"951 | —      |
| 23                                   | 22 | Joey Logano         | Team Penske              | Ford        | 23"974 | —      |
| 24                                   | 10 | Aric Almirola       | Stewart-Haas Racing      | Ford        | 23"978 | —      |
| 25                                   | 12 | Ryan Blaney         | Team Penske              | Ford        | 24"008 | —      |
| 26                                   | 17 | Chris Buescher      | RFK Racing               | Ford        | 24"083 | —      |
| 27                                   | 43 | Erik Jones          | Legacy Motor Club        | Chevrolet   | 24"088 | —      |
| 28                                   | 31 | Justin Haley        | Kaulig Racing            | Chevrolet   | 24"093 | —      |
| 29                                   | 20 | Christopher Bell    | Joe Gibbs Racing         | Toyota      | 24"117 | —      |
| 30                                   | 2  | Austin Cindric      | Team Penske              | Ford        | 24"125 | —      |
| 31                                   | 7  | Corey LaJoie        | Spire Motorsports        | Chevrolet   | 24"192 | —      |
| 32                                   | 51 | Ryan Newman         | Rick Ware Racing         | Ford        | 24"207 | —      |
| 33                                   | 99 | Daniel Suárez       | Trackhouse Racing        | Chevrolet   | 24"264 | —      |
| 34                                   | 77 | Ty Dillon           | Spire Motorsports        | Chevrolet   | 24"281 | —      |
| 35                                   | 15 | J. J. Yeley (i)     | Rick Ware Racing         | Ford        | 24"297 | —      |
| 36                                   | 16 | Derek Kraus (i)     | Kaulig Racing            | Chevrolet   | 24"634 | —      |
| Risultati ufficiali delle qualifiche |    |                     |                          |             |        |        |

## Gara

### Risultati

#### Risultati Stage
Stage 1
Giri: 70
| Pos                         | Nº | Pilota          | Squadra              | Costruttore | Punti |
| --------------------------- | -- | --------------- | -------------------- | ----------- | ----- |
| 1                           | 45 | Tyler Reddick   | 23XI Racing          | Toyota      | 10    |
| 2                           | 23 | Bubba Wallace   | 23XI Racing          | Toyota      | 9     |
| 3                           | 11 | Denny Hamlin    | Joe Gibbs Racing     | Toyota      | 8     |
| 4                           | 9  | Chase Elliott   | Hendrick Motorsports | Chevrolet   | 7     |
| 5                           | 4  | Kevin Harvick   | Stewart-Haas Racing  | Ford        | 6     |
| 6                           | 41 | Ryan Preece     | Stewart-Haas Racing  | Ford        | 5     |
| 7                           | 24 | William Byron   | Hendrick Motorsports | Chevrolet   | 4     |
| 8                           | 6  | Brad Keselowski | RFK Racing           | Ford        | 3     |
| 9                           | 10 | Aric Almirola   | Stewart-Haas Racing  | Ford        | 2     |
| 10                          | 54 | Ty Gibbs (R)    | Joe Gibbs Racing     | Toyota      | 1     |
| Risultati ufficiali Stage 1 |    |                 |                      |             |       |

Stage 2
Giri: 160
| Pos                         | Nº | Pilota           | Squadra                  | Costruttore | Punti |
| --------------------------- | -- | ---------------- | ------------------------ | ----------- | ----- |
| 1                           | 6  | Brad Keselowski  | RFK Racing               | Ford        | 10    |
| 2                           | 17 | Chris Buescher   | RFK Racing               | Ford        | 9     |
| 3                           | 45 | Tyler Reddick    | 23XI Racing              | Toyota      | 8     |
| 4                           | 23 | Bubba Wallace    | 23XI Racing              | Toyota      | 7     |
| 5                           | 11 | Denny Hamlin     | Joe Gibbs Racing         | Toyota      | 6     |
| 6                           | 8  | Kyle Busch       | Richard Childress Racing | Chevrolet   | 5     |
| 7                           | 41 | Ryan Preece      | Stewart-Haas Racing      | Ford        | 4     |
| 8                           | 19 | Martin Truex Jr. | Joe Gibbs Racing         | Toyota      | 3     |
| 9                           | 54 | Ty Gibbs (R)     | Joe Gibbs Racing         | Toyota      | 2     |
| 10                          | 22 | Joey Logano      | Team Penske              | Ford        | 1     |
| Risultati ufficiali Stage 2 |    |                  |                          |             |       |

#### Final Stage
Stage 3
Giri: 170
| Pos                      | Griglia | Nº | Pilota              | Squadra                  | Costruttore | Giri | Punti |
| ------------------------ | ------- | -- | ------------------- | ------------------------ | ----------- | ---- | ----- |
| 1                        | 26      | 17 | Chris Buescher      | RFK Racing               | Ford        | 400  | 49    |
| 2                        | 3       | 11 | Denny Hamlin        | Joe Gibbs Racing         | Toyota      | 400  | 49    |
| 3                        | 2       | 8  | Kyle Busch          | Richard Childress Racing | Chevrolet   | 400  | 39    |
| 4                        | 23      | 22 | Joey Logano         | Team Penske              | Ford        | 400  | 34    |
| 5                        | 11      | 41 | Ryan Preece         | Stewart-Haas Racing      | Ford        | 400  | 41    |
| 6                        | 13      | 6  | Brad Keselowski     | RFK Racing               | Ford        | 400  | 44    |
| 7                        | 10      | 19 | Martin Truex Jr.    | Joe Gibbs Racing         | Toyota      | 400  | 33    |
| 8                        | 24      | 10 | Aric Almirola       | Stewart-Haas Racing      | Ford        | 400  | 31    |
| 9                        | 17      | 3  | Austin Dillon       | Richard Childress Racing | Chevrolet   | 400  | 28    |
| 10                       | 8       | 4  | Kevin Harvick       | Stewart-Haas Racing      | Ford        | 400  | 33    |
| 11                       | 20      | 14 | Chase Briscoe       | Stewart-Haas Racing      | Ford        | 400  | 26    |
| 12                       | 5       | 23 | Bubba Wallace       | 23XI Racing              | Toyota      | 400  | 41    |
| 13                       | 4       | 9  | Chase Elliott       | Hendrick Motorsports     | Chevrolet   | 400  | 31    |
| 14                       | 25      | 12 | Ryan Blaney         | Team Penske              | Ford        | 400  | 23    |
| 15                       | 7       | 54 | Ty Gibbs (R)        | Joe Gibbs Racing         | Toyota      | 400  | 25    |
| 16                       | 1       | 45 | Tyler Reddick       | 23XI Racing              | Toyota      | 400  | 39    |
| 17                       | 9       | 47 | Ricky Stenhouse Jr. | JTG Daugherty Racing     | Chevrolet   | 400  | 20    |
| 18                       | 15      | 48 | Alex Bowman         | Hendrick Motorsports     | Chevrolet   | 400  | 19    |
| 19                       | 14      | 5  | Kyle Larson         | Hendrick Motorsports     | Chevrolet   | 400  | 18    |
| 20                       | 29      | 20 | Christopher Bell    | Joe Gibbs Racing         | Toyota      | 399  | 17    |
| 21                       | 6       | 24 | William Byron       | Hendrick Motorsports     | Chevrolet   | 399  | 20    |
| 22                       | 18      | 34 | Michael McDowell    | Front Row Motorsports    | Ford        | 399  | 15    |
| 23                       | 27      | 43 | Erik Jones          | Legacy Motor Club        | Chevrolet   | 399  | 14    |
| 24                       | 19      | 1  | Ross Chastain       | Trackhouse Racing        | Chevrolet   | 399  | 13    |
| 25                       | 16      | 38 | Todd Gilliland      | Front Row Motorsports    | Ford        | 399  | 12    |
| 26                       | 30      | 2  | Austin Cindric      | Team Penske              | Ford        | 399  | 11    |
| 27                       | 36      | 16 | A. J. Allmendinger  | Kaulig Racing            | Chevrolet   | 399  | 10    |
| 28                       | 12      | 42 | Noah Gragson (R)    | Legacy Motor Club        | Chevrolet   | 398  | 9     |
| 29                       | 32      | 51 | Ryan Newman         | Rick Ware Racing         | Ford        | 398  | 8     |
| 30                       | 28      | 31 | Justin Haley        | Kaulig Racing            | Chevrolet   | 398  | 7     |
| 31                       | 22      | 21 | Harrison Burton     | Wood Brothers Racing     | Ford        | 397  | 6     |
| 32                       | 31      | 7  | Corey LaJoie        | Spire Motorsports        | Chevrolet   | 397  | 5     |
| 33                       | 33      | 99 | Daniel Suárez       | Trackhouse Racing        | Chevrolet   | 396  | 4     |
| 34                       | 34      | 77 | Ty Dillon           | Spire Motorsports        | Chevrolet   | 396  | 3     |
| 35                       | 35      | 15 | J. J. Yeley (i)     | RFK Racing               | Ford        | 396  | 0     |
| 36                       | 21      | 78 | B. J. McLeod        | Live Fast Motorsports    | Chevrolet   | 395  | 1     |
| Risultati ufficiali gara |         |    |                     |                          |             |      |       |

### Statistiche della gara
- Cambiamenti 1ª posizione: 18, con 8 piloti diversi
- Cautions/Giri: 3 caution per 21 giri
- Bandiere rosse: 0
- Tempo di gara: 3 ore, 2 minuti e 13 secondi
- Velocità media: 98,783 miglia orarie (158,976 km/h)

## Classifica dopo la gara

### Classifica piloti
| 1                           | Martin Truex Jr.    | 744        |
| 2                           | Denny Hamlin        | 705 (–39)  |
| 3                           | William Byron       | 701 (–43)  |
| 4                           | Christopher Bell    | 653 (–91)  |
| 5                           | Kyle Busch          | 648 (–96)  |
| 6                           | Kevin Harvick       | 634 (–110) |
| 7                           | Ross Chastain       | 626 (–118) |
| 8                           | Kyle Larson         | 619 (–125) |
| 9                           | Ryan Blaney         | 614 (–130) |
| 10                          | Joey Logano         | 609 (–135) |
| 11                          | Brad Keselowski     | 603 (–141) |
| 12                          | Tyler Reddick       | 602 (–142) |
| 13                          | Chris Buescher      | 598 (–146) |
| 14                          | Ricky Stenhouse Jr. | 514 (–230) |
| 15                          | Bubba Wallace       | 506 (–238) |
| 16                          | Michael McDowell    | 470 (–274) |
| Classifica piloti ufficiale |                     |            |

### Classifica costruttori
| Pos | Costruttore | Punti     |
| --- | ----------- | --------- |
| 1   | Chevrolet   | 820       |
| 2   | Toyota      | 764 (–56) |
| 3   | Ford        | 744 (–76) |

- Nota: solo le prime 16 posizioni sono incluse per la classifica piloti.
- . – Il pilota si è assicurato un posto nei playoff della NASCAR Cup Series.